# 九条兼实
九條兼实（1149年—1207年），日本平安時代末期至镰仓时代的公卿，曾擔任過攝政、關白、太政大臣等官職。父藤原忠通，母爲藤原仲光之女加賀局。九条氏族从其始。應保元年，兼實十六歲，任內大臣，仁安元年十一月十一日時值平氏政權時期，任右大臣。鎌倉幕府初肇即獲源賴朝信任，成為朝廷議奏公卿的筆頭。文治二年三月十二日，他在外甥近衛基通引退後擔任後鳥羽天皇的摄政，并成為藤氏長者，時年三十八歲。其後續任太政大臣、關白。待政敵源通親崛起，兼實即於朝權的爭奪中失利。他试图控制太上皇，使之无法在幕后操纵政权。这一举动导致了他1196年的败落（建久七年之政變），在此之后，他成为佛教法師，法號圓證。除一些诗作外，他还以其宫廷记录《玉叶》而闻名。

## 系譜
- 父：藤原忠通
- 母：家女房加賀 - 藤原仲光之女
- 妻：藤原兼子 - 藤原季行之女
  - 長男：九條良通（日语：九条良通）（1167年 - 1188年）
  - 次男：九條良經（1169年 - 1206年）
  - 男子：良尋
  - 女子：九條任子（1173年 - 1239年） - 宜秋門院、後鳥羽天皇中宮
- 妻：藤原顯輔之女（或藤原賴輔之女）
  - 男子：良圓（1179年 - 1220年）
  - 男子：九條良平（1184年 - 1240年）
  - 男子：良快（1185年 - 1243年）
- 妻：八條院三位局 - 高階盛章之女
  - 男子：九條良輔（1185年 - 1218年）
- 生母不明的子女
  - 男子：良海
  - 男子：良恵
  - 女子：玉日 - 適親鸞或其他多種異說